# Quatre soldats
Quatre soldats est un roman d'Hubert Mingarelli publié le 3 janvier 2003 aux éditions du Seuil et ayant reçu la même année le prix Médicis.

## Résumé
Voici une longue nouvelle comme aurait pu en rêver Hemingway, où les circonstances comptent moins que le désarroi moral, les tâtonnements, les dialogues de ces quatre soldats en perdition issus de l'Armée Rouge, qui sortent d'une forêt où ils viennent de passer un hiver terrible. Il y a la beauté des scènes muettes : razzias dans les villages, baignades dans un étang, bataille. Il y a ce gamin, enrôlé volontaire, dont la présence irradie les quatre hommes car il est le seul à savoir écrire. Mais " le ciel est sans fin " et rien ne sera sauvé.

"Quatre soldats" se passe lors de la première guerre mondiale, en 1919. C'est l'hiver, il fait rudement froid, et les compagnies de l'armée russe se réfugient dans les bois avant que reprennent les batailles, au printemps. Là, quatre hommes vont créer une petite cellule de chaleur, de soutien, d'amitié. Comme un temps suspendu dans leur destin de soldats. Pour repousser ou oublier la mort qui les attend presque à coup sûr, ils tissent pendant quelques mois des liens fraternels. Le hasard, presque, les a rassemblés. Il y a Pavel, un peu plus culotté et débrouillard que les autres. Quand il faut prendre une décision, ou qu'on a besoin d'explications, c'est Pavel qu'on interroge du regard. Il y a Kyabine. Très grand, très fort, et très naïf. On le taquine pour le plaisir d'entendre sa voix de tonnerre. Il y a Sifra, c'est le plus jeune et le plus doux de tous, il ne dit pas grand chose, mais son regard est bon, attentif. Et le dernier c'est Evdodkim, il doit avoir 17 ans tout au plus, et il devient vite "le gosse Evdokim".

## Réception
Le lectorat francophone est très réceptif,.
« Une histoire de fraternité entre des soldats de l'armée rouge qui, en 1919, est en perdition du côté de la Galicie. »

## Adaptation
Le livre est adapté au cinéma par le réalisateur canadien Robert Morin, sous le titre Les Quatre Soldats.  Produit et tourné au Québec, le film sort en 2013.  Il s'agit d'une adaptation assez libre du roman de Mingarelli.

## Éditions
- Quatre soldats, éditions du Seuil, 2003  (ISBN 2020538040).